# آيت اعقوب (أموڭر)
آيت اعقوب هي إحدى مشيخات المملكة المغربية، تتبع جغرافيا لإقليم ميدلت وإداريًا لأموڭر. يقدر عدد سكانها بـ 2445 نسمة حسب الإحصاء الرسمي للسكان والسكنى لسنة 2004.